# Linux Mint
Линукс Минт (на английски: Linux Mint) е безплатна GNU/Linux дистрибуция, базирана на Debian и Ubuntu, която има за цел да бъде „модерна, елегантна и удобна операционна система, която е едновременно мощна и лесна за употреба“. За разлика от някои други Linux дистрибуции, Mint предоставя пълна мултимедийна поддръжка, включвайки софтуер не само с отворен, но и със затворен код. Целта е потребителят да започне работа веднага след инсталацията, без да се налагат допълнителни настройки или инсталация на софтуер. Mint е подходящ както за професионалисти, така и за обикновени потребители.
Проектът е замислен от Клеман Льофевр и се разработва активно от Linux Mint общността.

## Версии
Всяка версия на Linux Mint получава номер и кодово име от женски род. Последната версия е 22.1 „Xia“, издадена на 16 януари 2025.
От 31 май 2014, с издаването на Linux Mint 17, разработчиците решават всяка нова версия на Linux Mint да се базира само на LTS изданията на Ubuntu. Така Mint 17.1 е издадена на 29 ноември 2014, Mint 17.2 е издадена на 30 юни 2015 и Mint 17.3 – на 4 декември 2015. 17.x изданията са актуализации, които се инсталират по желание лесно и бързо, за разлика от актуализациите при Windows. Всички три версии включват обновени Cinnamon и MATE графични среди и актуализации за някои специфични Mint инструменти. Mint 17.2 и 17.3 също включват и актуализации за офис пакета LibreOffice. Версиите от 18.x серията следват същия модел на развитие, използвайки като база Ubuntu 16.04 LTS. Linux Mint 18 „Sarah“ е издадена на 30 юни 2016 се поддържа до 2021 година. Версия 18.1 „Serena“ е пусната на 16 декември 2016, версия 18.2 „Sonya“ – на 2 юли 2017 и последната версия 18.3 „Sylvia“ – на 27 ноември 2017.
Разработчиците не дават точни дати на издаване, тъй като новите версии се пускат, когато са готови, което означава, че ново издание може да бъде пуснато рано, ако е готово предсрочно, или по-късно, ако все още има критични бъгове за изчистване. Известие за ново издание се пуска на официалния Linux Mint блог.
Според известния блогър Dedoimedo последните версии на Mint – 18.3 и 18.2, са силно препоръчителни и отлично работещи.